# 1546 en musique classique
| \| • Retour à la chronologie générale de la musique classique • \| |
| Grèce • Rome • Haut Moyen Âge • VIIIe siècle • IXe siècle • Xe siècle • XIe siècle XIIe siècle • XIIIe siècle • XIVe siècle • XVe siècle • XVIe siècle • XVIIe siècle XVIIIe siècle • XIXe siècle • XXe siècle • XXIe siècle |
| • Retour à la chronologie générale de la musique classique • |

| Années en musique classique : 1543 - 1544 - 1545 - 1546 - 1547 - 1548 - 1549    |
| Décennies en musique classique : 1510 - 1520 - 1530 - 1540 - 1550 - 1560 - 1570 |

## Naissances
- Luca Bati, organiste et compositeur italien († 17 octobre 1608).
- Jan Verdonck, chanoine et compositeur franco-flamand († après 1624).

## Décès
- 10 mars : Adrien Thiebault, musicien et compositeur franco-flamand (° 1496).
- 13 juin : Fridolin Sicher, organiste et compositeur suisse (° 6 mars 1490).